# حد (موسیقی)
در تئوری موسیقی، حد روشی است برای توصیف هارمونی یک قطعهٔ موسیقی، یا برای توصیف خصوصیات هارمونیک یک گام موسیقی.

## سری هارمونیک
مفهوم حد اولین بار توسط هری پرچ مطرح شد. مفهوم حد در چارچوب سری هارمونیک قابل درک است. از دید هری پرچ موسیقی در طول زمان به سمت استفاده از هارمونیک‌های بالاتر حرکت کرده‌است. در موسیقی قرون وسطی فقط فاصلهٔ اکتاو و پنجم درست (با نسبت‌های ۲:۱ و ۳:۲)، که متناسب با سه هارمونیک اول در سری هارمونیک هستند، ملایم دانسته می‌شد. در دورهٔ رنسانس، فاصلهٔ سوم نیز در موسیقی غربی رواج پیدا کرد، و فاصلهٔ سوم بزرگ بین هارمونیک چهارم و پنجم نیز دیده می‌شود. در موسیقی معاصر غربی اما با استفاده از اعتدال مساوی، عملاً هارمونیک‌های بالاتر مطبوع‌سازی شدند.

## حد فرد و حد اول
در نظام کوک خالص، نسبت بسامد نت‌های یک گام با استفاده از کسری از اعداد صحیح تعریف می‌شود. برای نمونه، بسامد نت‌هایی که با هم فاصلهٔ پنجم درست دارند نسبت ۳:۲ دارد. یا فاصلهٔ هفتم هارمونیک با نسبت ۷:۴ به دست می‌آید. تمام فواصل را نمی‌توان با نسبت‌های سادهٔ ریاضی تعریف کرد، چرا که نظام کوک خالص یک نظام مبتنی بر اعتدال مساوی نیست و لذا دایره پنجم‌ها در آن «بسته نمی‌شود» (یعنی با تکرار فواصل پنجم و رسیدن به نت‌های جدید در اکتاوهای بالاتر، به نت می‌رسیم که دقیقاً چند اکتاو بالاتر نت شروع است اما نسبت بسامد آن به بسامد نت پایه، مضربی از ۲ نیست). این که هر نظام کوک خالص تا چه فواصلی را از طریق نسبت اعداد صحیح تعریف می‌کند و از کجا به بعد این نسبت‌ها را با کمک اعداد صحیح تعریف نمی‌کند، توسط «حد» آن نظام کوک تعریف می‌شود. حد می‌تواند یک عدد فرد یا یک عدد اول باشد. نام نظام کوک هم بر اساس همین عدد مشخص می‌شود. مثلاً نظام کوک پنج حدی نظام کوکی است که بزرگترین عدد فرد استفاده شده در نسبت‌های آن عدد ۵ است. بدیهی است که یک نظام کوک هفت حدی، می‌تواند شامل نسبت‌هایی نظیر ۸:۵ نیز باشد، چرا که تنها عدد فرد این نسبت است که باید کمتر یا برابر با ۷ باشد.
حد فرد، بزرگترین عدد فردی است که در کسرهایی که برای تعریف فاصله‌های یک گام دیاتونیک در یک نظام کوک خالص استفاده شده‌اند، به کار رفته‌است. حد اول (اشاره به عدد اول) بزرگترین عدد اولی است که حد فرد مضربی از آن باشد. برای مثال، فاصلهٔ دوم بزرگ را می‌تواند با نسبت ۹:۸ تعریف کرد؛ نظام کوکی که فاصلهٔ دوم بزرگ بر اساس نسبت‌های سادهٔ عددی تعریف کند، حد فردش دست کم برابر ۹ است اما حد اولش دست کم برابر ۳ است (چرا که ۳ عددی است اول و ۹ به آن بخش‌پذیر است). بر همین اساس، کوک فیثاغورثی که در آن تمام اعداد به کار رفته در صورت و مخرج کسرها مضربی از ۲ یا ۳ هستند، یک کوک «سه حدی» دانسته می‌شود.

## مثال
| نسبت    | فاصله               | حد فرد | حد اول | بشنوید |
| ------- | ------------------- | ------ | ------ | ------ |
| ۳:۲     | پنجم درست           | ۳      | ۳      | Play ⓘ |
| ۴:۳     | چهارم درست          | ۳      | ۳      | Play ⓘ |
| ۵:۴     | سوم بزرگ            | ۵      | ۵      | Play ⓘ |
| ۵:۲     | دهم بزرگ            | ۵      | ۵      | Play ⓘ |
| ۵:۳     | ششم بزرگ            | ۵      | ۵      | Play ⓘ |
| ۷:۵     | تریتون هفت‌تایی کوچک | ۷      | ۷      | Play ⓘ |
| ۱۰:۷    | تریتون هفت‌تایی کوچک | ۷      | ۷      | Play ⓘ |
| ۹:۸     | دوم بزرگ            | ۹      | ۳      | Play ⓘ |
| ۲۷:۱۶   | ششم بزرگ فیثاغورثی  | ۲۷     | ۳      | Play ⓘ |
| ۸۱:۶۴   | دیتون               | ۸۱     | ۳      | Play ⓘ |
| ۲۴۳:۱۲۸ | هفتم بزرگ فیثاغورثی | ۲۴۳    | ۳      | Play ⓘ |